# Adalbert Brunner
Adalbert Brunner (* 20. September 1921 in München; † 16. Januar 2013) war ein deutscher Politikdidaktiker und Politiker (SPD).
Nach dem Abitur, einem sechsjährigen Kriegsdienst und einem Studium in München arbeitete Brunner ab 1950 als Gymnasiallehrer in den Fächern Deutsch, Geschichte und Geographie. 1964 schloss er ein weiteres Studium in Sozialkunde mit dem Staatsexamen ab und arbeitete in diesem Fach zuletzt als Seminarlehrer. 
Er war Gründungsmitglied der Deutschen Vereinigung für Politische Bildung und von 1965 bis 1969 deren Bundesvorsitzender, danach gehörte er dem Beirat an. Er beteiligte sich am Ausbau des Politikunterrichts und der zugehörigen Lehrerausbildung, war Vorsitzender des Elternbeirats an Volksschulen und später Sprecher der Elternbeiräte der Münchner Gemeinschaftsschulen, in dieser Funktion trug er zur Errichtung der christlichen Gemeinschaftsschule in Bayern bei. Das Gründungs- und Vorstandsmitglied des Bayerischen Elternverbandes gehörte dem Landtag von 1970 bis 1978 an.